# Gran Premi del Canadà del 2006
Resultats del Gran Premi del Canadà de Fórmula 1 del 2006, disputat al circuit urbà de Gilles Villeneuve a Mont-real el 25 de juny del 2006.

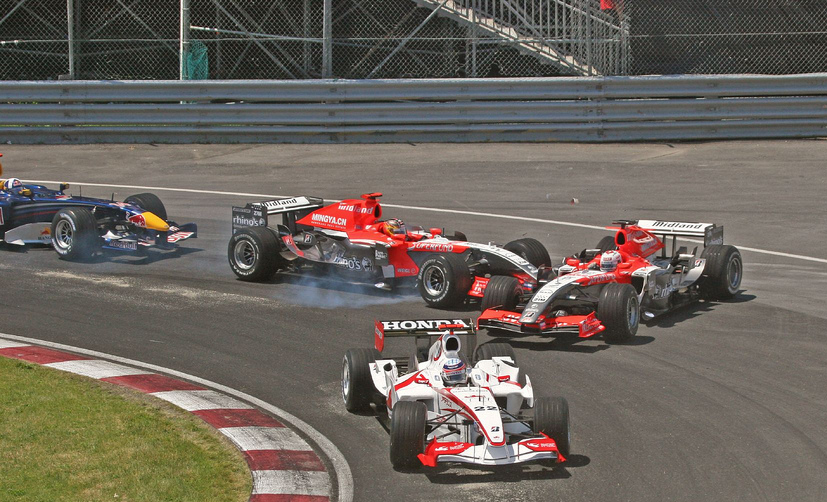
Els dos MF1 de Christijan Albers i Tiago Monteiro, xocant a la primera volta.

## Resultats de la cursa
| Pos | No | Pilot                | Equip                 | Voltes | Temps/ Retir.  | Pos. de sort. | Punts |
| --- | -- | -------------------- | --------------------- | ------ | -------------- | ------------- | ----- |
| 1   | 1  | Fernando Alonso      | Renault               | 70     | 1h 34' 37. 308 | 1             | 10    |
| 2   | 5  | Michael Schumacher   | Ferrari               | 70     | + 2.1 s        | 5             | 8     |
| 3   | 3  | Kimi Räikkönen       | McLaren - Mercedes    | 70     | + 8.8 s        | 3             | 6     |
| 4   | 2  | Giancarlo Fisichella | Renault               | 70     | + 15.6 s       | 2             | 5     |
| 5   | 6  | Felipe Massa         | Ferrari               | 70     | + 25.1 s       | 10            | 4     |
| 6   | 8  | Jarno Trulli         | Toyota                | 69     | + 1 Volta      | 4             | 3     |
| 7   | 16 | Nick Heidfeld        | Sauber - BMW          | 69     | + 1 Volta      | 13            | 2     |
| 8   | 14 | David Coulthard      | Red Bull - Ferrari    | 69     | + 1 Volta      | 22            | 1     |
| 9   | 12 | Jenson Button        | Honda                 | 69     | + 1 Volta      | 8             |       |
| 10  | 21 | Scott Speed          | Toro Rosso - Cosworth | 69     | + 1 Volta      | 17            |       |
| 11  | 15 | Christian Klien      | Red Bull - Ferrari    | 69     | + 1 Volta      | 12            |       |
| 12  | 9  | Mark Webber          | Williams - Cosworth   | 69     | + 1 Volta      | 16            |       |
| 13  | 20 | Vitantonio Liuzzi    | Toro Rosso - Cosworth | 68     | + 2 Voltes     | 15            |       |
| 14  | 18 | Tiago Monteiro       | MF1 - Toyota          | 66     | + 4 Voltes     | 18            |       |
| 15  | 22 | Takuma Sato          | Super Aguri - Honda   | 64     | Accident       | 20            |       |
| Ret | 17 | Jacques Villeneuve   | Sauber - BMW          | 58     | Accident       | 11            |       |
| Ret | 7  | Ralf Schumacher      | Toyota                | 58     | Retirat        | 14            |       |
| Ret | 4  | Juan Pablo Montoya   | McLaren - Mercedes    | 13     | Accident       | 7             |       |
| Ret | 11 | Rubens Barrichello   | Honda                 | 11     | Part mecànica  | 9             |       |
| Ret | 23 | Franck Montagny      | Super Aguri - Honda   | 2      | Motor          | 21            |       |
| Ret | 10 | Nico Rosberg         | Williams - Cosworth   | 1      | Accident       | 6             |       |
| Ret | 19 | Christijan Albers    | MF1 - Toyota          | 0      | Accident       | 19            |       |

## Altres
- Volta ràpida: Kimi Räikkönen, 1' 15. 841
- Pole: Fernando Alonso 1' 14. 942